# Villaveta (Burgos)
Villaveta es una localidad perteneciente al municipio español de Castrojeriz, en la comunidad autónoma de Castilla y León (provincia de Burgos). Cuenta con una población de 42 habitantes.

## Historia
El origen de la población se remonta al siglo IX, aunque en sus proximidades existen restos romanos. Destaca la iglesia de la Purísima Concepción, levantada en el siglo XVI.

## Demografía
| Gráfica de evolución demográfica de Villaveta entre 1842 y 1970 |
| |
| Población de derecho según los censos de población del INE. Población de hecho según los censos de población del INE.En estos censos se denominaba Villoveta: 1842 y 1857. Entre el censo de 1981 y el anterior, este municipio desaparece porque se integra en el municipio Castrojeriz. |